# 韋塞爾卡 (波爾塔瓦州)
49°18′0″N 34°35′45″E / 49.30000°N 34.59583°E
韋塞爾卡（羅馬化：Veselka）是烏克蘭中部的村落，隸屬波爾塔瓦州的波爾塔瓦區。該村距離德拉比尼夫卡和波赫丹尼夫卡2公里，始建於1847年，面積0.54平方公里，海拔高度110米，2001年人口51。